# Charles W. Juels
Charles W. Juels (nascido em 1944) é um astrónomo amador dos Estados Unidos da América. Tem a graduação de mestre e trabalha na áreas da psiquiatria.
É um prolífico descobridor de asteroides: um dos 50 maiores. Opera o Fountain Hills Observatory, perto de Fountain Hills no Arizona.
Juels e Paulo R. Holvorcem ganharam uma concessão "Comet" 2003 para sua descoberta comum da eletrônico-câmera do carreg-acopl-dispositivo (CCD) do cometa C/2002 Y1 em Dezembro 28, 2002.
O asteroide 20135 Juels foi assim nomeado em sua homenagem.